# Sergey Rodionov
Sergei Yurievich Rodionov - em russo, Серге́й Юрьевич Родионов (Moscou, 3 de setembro de 1962) é um ex-futebolista profissional e treinador russo que atuava como atacante.

## Carreira
Revelado pelo Asmaral Moscou (onde jogou 1 partida em 1978), Rodionov jogou quase toda a carreira no Spartak Moscou, onde teve 2 passagens: a mais destacada foi entre 1979 e 1990, atuando em 279 partidas e marcando 119 gols, sagrando-se tricampeão soviético.
Com a liberação dos jogadores do Leste Europeu para atuar em clubes ocidentais, mudou-se para a França em 1990 para jogar no Red Star, pelo qual esteve presente em 64 partidas, além de ter balançado as redes adversárias 10 vezes. Voltaria à Rússia e ao Spartak em 1993, pendurando as chuteiras em 1995.
No ano seguinte, virou técnico da equipe reserva dos Krasno-Belye, cargo que exerceria durante 3 anos. Seu único trabalho como treinador em tempo integral foi em 2001, no Spartak Lukhovitsy. Permaneceu 3 anos parado antes de voltar novamente ao Spartak em 2004. Entre 2006 e 2010, foi auxiliar-técnico do clube.
Entre 2011 e 2015, foi presidente da Academia de Futebol do Spartak e, desde junho de 2015, é diretor-geral da equipe.

## Seleção Soviética
Pela Seleção Soviética, Rodionov disputou as Copas de 1982 e 1986.
Ausente da Eurocopa de 1988, também não foi lembrado para jogar a Copa de 1990, e encerraria o ciclo pelo Exército Vermelho após o jogo contra a Holanda, onde a URSS venceu por 2 a 1. Em uma década de Seleção, foram 37 partidas e 8 gols marcados.